# Caitiff
Los Caitiff, en el universo ficticio del juego de rol de Vampiro: la mascarada, son vampiros de sangre tan débil que no se puede decir que pertenezcan a ningún clan. No se hallan en ellos las disciplinas características de ningún clan, ni tampoco sus debilidades.
Tal debilitamiento de la sangre solo se ha dado en las noches finales (la década de los '90) en la decimotercera generación en algunas raras ocasiones, y en la mayor parte de la decimocuarta (pero no necesariamente todos) y en todos los de decimoquinta generación.
A menudo el término "caitiff" no se comprende, y se asocia con ser abandonado por un sire (por el motivo que sea) o con no saber a qué clan pertenece por algún otro motivo, y esto ha llevado a la confusión y a malentender el término. Si uno es abrazado por un Lasombra, es un Lasombra aunque su Sire lo abandone.
Un Pander, igualmente, no es más que un caitiff perteneciente al Sabbat, donde son llamados así en honor a Joseph Pander, líder caitiff durante la tercera guerra civil sabbat que tuvo lugar durante 100 noches en Nueva York, y que finalizó con la unión de los Brujah antitribu a la causa caitiff, obligando al Sabbat a reconocerles como clan legítimo dentro de su jerarquía (aunque siguen siendo despreciados y usados como carne de cañón).
Los términos "caitiff" y "sangredébil" pueden ser usados coloquialmente como sinónimos, pero esto no es estrictamente correcto. A efectos de juego, "sangredébil" representa una serie de limitaciones importantes en el poder de la sangre, en tanto "caitiff" designa la falta de clan (independientemente de las circunstancias del abrazo, como hemos visto).
Por ej., podrían juntarse:
- Un caitiff de la decimotercera generación, que no fuese sangredébil.
- Un caitiff sangre débil de la decimocuarta generación.
- Un miembro de la decimocuarta generación que no fuese caitiff pero sí sangredébil.
- Un decimotercera que no fuese caitiff pero sí sangredébil.

- Datos: Q8254931